# اس‌اس کرونا
اس‌اس کرونا (به انگلیسی: SS Corona) یک کشتی بود که طول آن ۲۶۳ فوت ۰ اینچ (۸۰٫۱۶ متر) بود. این کشتی در سال ۱۹۲۲ ساخته شد.